# Alexander Gustafsson
Alexander Gustafsson (Arboga, 15 gennaio 1987) è un lottatore di arti marziali miste svedese.
Combatte nella divisione dei pesi massimi per l'organizzazione statunitense UFC, nella quale è stato per tre volte contendente al titolo di categoria (nel 2013, 2015 e 2018). Precedentemente ha combattuto nelle federazioni KSW, Shooto e FinnFight.
Grazie alle sue abilità ha raggiunto in breve tempo un notevole livello di popolarità a livello internazionale, a tal punto che nel 2013 venne votato dai fan come uomo copertina del videogioco EA Sports UFC superando stelle come Georges St-Pierre e Chael Sonnen.
È stato premiato International Fighter of the Year ai Fighters Only World MMA Awards nel 2013 mentre all'età di dodici anni è stato campione interregionale di pugilato; nel 2011 venne indicato da MMARanked.com come il quindicesimo miglior prospetto delle MMA.

## Carriera nelle arti marziali miste

### Inizi
Gustafsson iniziò ad allenarsi nelle arti marziali miste nel 2006; precedentemente, dall'età di 10 anni, si era allenato nel pugilato.
Prima di firmare con l'UFC Gustafsson combatté soprattutto in piccole promozioni in Svezia e in altre parti dell'Europa. Dal 2009 mise insieme un perfetto record di 8-0 come professionista, con 6 vittorie giunte per KO o KO tecnico, compreso il successo sull'italiano Matteo Minonzio ed una vittoria nella promozione polacca KSW.

### Ultimate Fighting Championship
Il suo debutto nell'UFC fu contro Jared Hamman il 14 novembre 2009 ad UFC 105: Gustafsson vinse per KO dopo 41 secondi dall'inizio dell'incontro.
Il suo incontro successivo fu contro Phil Davis ad UFC 112 nella card preliminare: Gustafsson fu sconfitto da Davis per sottomissione (strangolamento anaconda) quando mancavano cinque secondi alla fine del primo round. Prima di ciò, Gustafsson aveva mostrato buone abilità di lotta libera e difesa dai takedown per i quali Joe Rogan si complimentò; Gustafsson stesso tentò un takedown durante l'incontro, ma alla fine dovette soccombere a un takedown di Davis venendo sottomesso.
Gustafsson in seguito affrontò il veterano delle MMA Cyrille Diabaté ad UFC 120; per prepararsi al match, Gustafsson viaggiò a San Diego per allenarsi col team Alliance MMA per un mese: in quel periodo, Gustafsson si allenò con noti atleti dell'UFC come il suo ex avversario Phil Davis, Brandon Vera, Joey Beltran e Travis Browne, ricevendo anche consigli sul grappling da Phil Davis per migliorare la sua forza e la sua velocità.
Dopo aver dominato il primo round sia in piedi, sia a terra, mandando al tappeto Diabaté due volte, Gustafsson sconfisse il francese per sottomissione (strangolamento da dietro) al minuto 2:41 del secondo round.
Gustafsson vinse il suo secondo combattimento consecutivo in UFC superando James Te-Huna per sottomissione (strangolamento da dietro) al minuto 4:27 del primo round ad UFC 127.
Gustafsson avrebbe dovuto affrontare Vladimir Matyushenko il 6 agosto 2011 ad UFC 133, ma Matyushenko dovette rinunciare a causa di un infortunio venendo sostituito da Matt Hamill. Nel secondo round Gustafsson mandò al tappeto Hamill con un diretto seguito da due montanti, finendo Hamill con pugni a gomitate; Hamill dopo il combattimento annunciò il suo temporaneo ritiro.
Gustafsson alla fine affrontò Vladimir Matyushenko il 30 dicembre 2011 a UFC 141. Lì sconfisse Matyushenko per KO tecnico nel primo round con facilità, ottenendo la vittoria fino a quel momento più prestigiosa in carriera.
Si ripete nell'aprile del 2012 nella sua Svezia, sconfiggendo ai punti il brasiliano Thiago Silva, il quale sostituì l'infortunato Antônio Rogério Nogueira.
Lo stesso anno ottenne la vittoria più importante della sua carriera quando sconfisse meritatamente ai punti la leggenda delle MMA Mauricio Rua, ex campione UFC di categoria e vincitore del torneo Pride 2005 Middleweight Grand Prix: i giudici segnarono un punteggio di 30-27, 30-27 e 30-26 a favore dello svedese; Rua era al tempo considerato uno dei primi quattro pesi mediomassimi al mondo e l'incontro avrebbe premiato il vincitore con la sfida per il titolo contro il campione Jon Jones, che però nell'aprile 2013 avrebbe dovuto affrontare Chael Sonnen.
In aprile avrebbe dovuto affrontare l'ex campione Strikeforce e Dream Gegard Mousasi dinanzi al pubblico svedese per consolidare il suo status di contendente, ma un infortunio al volto capitatogli pochi giorni prima dell'incontro lo tenne fuori dal match, venendo sostituito dal compagno di allenamento Ilir Latifi.
L'UFC premia comunque Gustafsson con la possibilità di affrontare il campione e numero 1 pound for pound Jon Jones in settembre: contro un avversario apparentemente imbattibile e favoritissimo dai bookmaker Gustafsson mette in campo tutte le sue doti mettendo in difficoltà il fuoriclasse statunitense con la sua boxe, fermando quasi tutti i tentativi di takedown dell'avversario e anzi fu il primo lottatore in grado di portare a terra Jones; ciò nonostante l'equilibrato match vide i giudici attribuire la vittoria al campione con i punteggi 48-47, 48-47 e 49-46, e vide anche entrambi gli atleti venire premiati con il riconoscimento Fight of the Night; l'incontro venne premiato con il riconoscimento Fight of the Year ai Fighters Only World MMA Awards nel 2013.
Avrebbe dovuto tornare a combattere nel marzo del 2014 contro Antônio Rogério Nogueira, ma quest'ultimo s'infortunò ancora e per la seconda volta il match tra i due saltò: al posto del brasiliano subentrò Jimi Manuwa, e Gustafsson s'impose sull'imbattuto avversario per KO tecnico durante la seconda ripresa.
In settembre avrebbe dovuto lottare nuovamente per il titolo in un rematch contro il campione Jon Jones, ma proprio Gustafsson s'infortunò e venne sostituito da Daniel Cormier.
Il match che metteva in palio una nuova possibilità di sfidare Jones venne allestito per il gennaio del 2015 contro un rinato Anthony Johnson: alla Tele2 Arena di Stoccolma, di fronte a 30.000 tifosi, Gustafsson subì un clamoroso upset e perse per KO tecnico durante il primo round.
A maggio avrebbe dovuto affrontare il brasiliano Glover Teixeira, tuttavia subì un infortunio alla schiena e dovette rinunciare all'incontro. Mentre a settembre doveva affrontare Daniel Cormier, in un match valido per il titolo dei pesi mediomassimi UFC all'evento UFC 191. Tuttavia, Cormier non poté prendere parte all'incontro a causa di un infortunio, quindi la UFC decise di spostare il match all'evento UFC 192. Dopo un match molto equilibrato, dove Gustafsson riuscì nel secondo round ad eseguire due takedown su un campione di alto livello come Cormier e a connettere nel terzo con svariati pugni e ginocchiate, venne sconfitto ai punti per decisione non unanime, sfumando per la seconda volta la possibilità di diventare campione di categoria. Entrambi ottennero il premio Fight of the Night. A causa di una serie di infortuni riportati durante l'incontro, a Gustafsson venne impedito di combattere fino alla fine di aprile.
Il 3 settembre del 2016 affrontò il polacco Jan Błachowicz. Al primo round, Gustafsson si ritrovò in difficoltà nel fronteggiare lo striking del suo avversario, quindi adoperò la strategia di mandarlo al tappeto e di lavorarlo con il ground and pound. La scelta fu azzeccata, infatti una volta mandato al tappeto riuscì a colpirlo più volte al volto con delle gomitate a corto raggio. Infine ottenne la vittoria per decisione unanime.
L'incontro con Antônio Rogério Nogueira venne riorganizzato per la terza volta, per l'evento UFC Fight Night 100 del 19 novembre 2016. Dopo pochi giorni dall'annuncio dell'incontro, Gustafsson venne rimosso dalla card per infortunio. Al suo posto venne inserito Ryan Bader.
Lo svedese torna in azione il 28 maggio 2017 in occasione di UFC Fight Night 109, contro il numero due di categoria Glover Teixeira. Dinnanzi al pubblico di casa di Stoccolma, Gustafsson mette a segno una prestazione di livello scuotendo più volte l'avversario con le sue rapide combinazioni di pugni, prima di aggiudicarsi la vittoria per KO al quinto round.
Il 29 dicembre 2018 affronta per la seconda volta in carriera il rientrante Jon Jones con in palio il vacante titolo dei mediomassimi nel rematch dello spettacolare incontro del 2013: stavolta, tuttavia, lo svedese deve arrendersi al terzo round, quando viene finalizzato da Jones con il ground and pound. Il 1 giugno 2019 affronta l'altro ex contendente Anthony Smith, da cui viene sconfitto per sottomissione al quarto round nella natia Svezia; al termine dell'incontro annuncia il ritiro.

## Risultati nelle arti marziali miste
| Risultato | Record | Avversario           | Metodo                           | Evento                                   | Data              | Round | Tempo | Città                     | Note                                                        |
| --------- | ------ | -------------------- | -------------------------------- | ---------------------------------------- | ----------------- | ----- | ----- | ------------------------- | ----------------------------------------------------------- |
| Sconfitta | 18-8   | Nikita Krylov        | KO (pugni)                       | UFC on ESPN: Blaydes vs. Aspinall        | 23 luglio 2022    | 1     | 1:07  | Londra, Regno Unito       |                                                             |
| Sconfitta | 18-7   | Fabrício Werdum      | Sottomissione (armbar)           | UFC on ESPN: Whittaker vs. Till          | 26 luglio 2020    | 1     | 2:30  | Abu Dhabi, Emirati Arabi  | Debutto nei pesi massimi                                    |
| Sconfitta | 18-6   | Anthony Smith        | Sottomissione (rear-naked choke) | UFC Fight Night: Gustafsson vs. Smith    | 1 giugno 2019     | 4     | 2:38  | Stoccolma, Svezia         |                                                             |
| Sconfitta | 18-5   | Jon Jones            | KO (pugni)                       | UFC 232: Jones vs. Gustafsson 2          | 29 dicembre 2018  | 3     | 2:02  | Inglewood, Stati Uniti    | Per il titolo dei pesi mediomassimi UFC                     |
| Vittoria  | 18-4   | Glover Teixeira      | KO (pugni)                       | UFC Fight Night: Gustafsson vs. Teixeira | 28 maggio 2017    | 5     | 1:07  | Stoccolma, Svezia         | Fight of the Night                                          |
| Vittoria  | 17-4   | Jan Błachowicz       | Decisione (unanime)              | UFC Fight Night: Arlovski vs. Barnett    | 3 settembre 2016  | 3     | 5:00  | Amburgo, Germania         |                                                             |
| Sconfitta | 16-4   | Daniel Cormier       | Decisione (non unanime)          | UFC 192: Cormier vs. Gustafsson          | 3 ottobre 2015    | 5     | 5:00  | Houston, Stati Uniti      | Per il titolo dei pesi mediomassimi UFC, Fight of the Night |
| Sconfitta | 16-3   | Anthony Johnson      | KO Tecnico (pugni)               | UFC on Fox: Gustafsson vs. Johnson       | 24 gennaio 2015   | 1     | 1:09  | Stoccolma, Svezia         |                                                             |
| Vittoria  | 16–2   | Jimi Manuwa          | KO Tecnico (ginocchia e pugni)   | UFC Fight Night: Gustafsson vs. Manuwa   | 8 marzo 2014      | 2     | 1:18  | Londra, Regno Unito       | Performance of the Night, Fight of the Night                |
| Sconfitta | 15–2   | Jon Jones            | Decisione (unanime)              | UFC 165: Jones vs. Gustafsson            | 21 settembre 2013 | 5     | 5:00  | Toronto, Canada           | Per il titolo dei pesi mediomassimi UFC, Fight of the Night |
| Vittoria  | 15–1   | Mauricio Rua         | Decisione (unanime)              | UFC on Fox: Henderson vs. Diaz           | 8 dicembre 2012   | 3     | 5:00  | Seattle, Stati Uniti      |                                                             |
| Vittoria  | 14–1   | Thiago Silva         | Decisione (unanime)              | UFC on Fuel TV: Gustafsson vs. Silva     | 14 aprile 2012    | 3     | 5:00  | Stoccolma, Svezia         |                                                             |
| Vittoria  | 13–1   | Vladimir Matyushenko | KO Tecnico (pugni)               | UFC 141: Lesnar vs Overeem               | 30 dicembre 2011  | 1     | 2:13  | Las Vegas, Stati Uniti    |                                                             |
| Vittoria  | 12–1   | Matt Hamill          | KO Tecnico (pugni e gomitate)    | UFC 133: Evans vs. Ortiz                 | 6 agosto 2011     | 2     | 3:34  | Filadelfia, Stati Uniti   |                                                             |
| Vittoria  | 11–1   | James Te-Huna        | Sottomissione (rear naked choke) | UFC 127: Penn vs. Fitch                  | 27 febbraio 2011  | 1     | 4:27  | Sydney, Australia         |                                                             |
| Vittoria  | 10–1   | Cyrille Diabaté      | Sottomissione (rear naked choke) | UFC 120: Bisping vs. Akiyama             | 16 ottobre 2010   | 2     | 2:41  | Londra, Regno Unito       |                                                             |
| Sconfitta | 9–1    | Phil Davis           | Sottomissione (anaconda choke)   | UFC 112: Invincible                      | 10 aprile 2010    | 1     | 4:55  | Abu Dhabi, EAU            |                                                             |
| Vittoria  | 9–0    | Jared Hamman         | KO (pugni)                       | UFC 105: Couture vs. Vera                | 14 novembre 2009  | 1     | 0:41  | Manchester, Regno Unito   | Debutto in UFC                                              |
| Vittoria  | 8–0    | Vladimir Shemarov    | KO Tecnico (pugni)               | Superior Challenge 3: Untamed            | 30 maggio 2009    | 1     | 2:37  | Stoccolma, Svezia         |                                                             |
| Vittoria  | 7–0    | Pedro Quetglas       | KO Tecnico (pugni)               | The Zone FC 3: Shockwave                 | 8 novembre 2008   | 1     | 2:08  | Göteborg, Svezia          |                                                             |
| Vittoria  | 6–0    | Krzysztof Kulak      | Decisione (unanime)              | KSW Extra                                | 13 settembre 2008 | 2     | 5:00  | Dąbrowa Górnicza, Polonia | Incontro catchweight (209 libbre)                           |
| Vittoria  | 5–0    | Matteo Minonzio      | KO Tecnico (pugni)               | The Zone FC 2: Showdown                  | 10 maggio 2008    | 1     | 3:52  | Göteborg, Svezia          |                                                             |
| Vittoria  | 4–0    | Florian Muller       | KO Tecnico (pugni)               | Fite Selektor                            | 13 marzo 2008     | 2     | 3:44  | Dubai, EAU                |                                                             |
| Vittoria  | 3–0    | Farbod Fadami        | KO Tecnico (pugni)               | The Zone FC 1: The Zone                  | 9 febbraio 2008   | 1     | 2:31  | Stoccolma, Svezia         |                                                             |
| Vittoria  | 2–0    | Mikael Haydari       | KO Tecnico (pugni)               | FinnFight 9                              | 15 dicembre 2007  | 1     | 0:50  | Turku, Finlandia          |                                                             |
| Vittoria  | 1–0    | Saku Heikola         | Sottomissione (rear naked choke) | Shooto Finland: Chicago Collision 3      | 17 novembre 2007  | 2     | 3:42  | Lahti, Finlandia          |                                                             |